# Guillaume Bodenvlas de Lubbeek
Pour l’article homonyme, voir Lubbeek.
Guillaume Bodenvlas de Lubbeek fut chronologiquement le 13e chef de l'abbaye de Parc, entre 1289 et la date de sa mort le 26 mars 1306, cette abbaye étant un monastère prémontré fondé en 1129 dans le duché du Brabant, toujours actif en 2021, près de Louvain, en Belgique, dans le Brabant flamand.
L'abbé Guillaume Bodenvlas de Lubbeek fit construire un certain nombre de refuges pour assurer la protection des religieux en cas de conflit et mettre à l'abri les trésors de l'abbaye. Il est le premier abbé de Parc à avoir envoyé des religieux suivre les cours de théologie à l'université de Paris.
Pour les nécessiteux, il est connu pour avoir organisé des distributions remarquables de pain et d'autres vivres avec l'aide de généreux donateurs. Il développa aussi avec succès la culture de la vigne dans les années 1290.

## Chronologie
Guillaume Bodenvlas de Lubbeek est issu d'une illustre famille, probablement descendant des seigneurs de Lubbeek,.
Il est d'abord le prieur de l'abbaye de Parc en 1279, puis est élu abbé en 1289, quelques jours après le décès de son prédécesseur l'abbé Alard de Vuren,. Il meurt le 26 mars 1306 et est inhumé au chœur de l'abbatiale, à gauche du maître-autel,.

## Abbatiat

### Culture de la vigne
Dans les années 1290, les religieux de l'abbaye de Parc s'adonnent avec succès à la culture de la vigne, les comptes des années 1294 et 1296 indiquant respectivement qu'un vignoble situé non loin du monastère a produit 20 aimes et 30 aimes de vin,.

### Constructions architecturales
En 1292, le duc Jean Ier de Brabant accorde à l'abbaye de Parc le privilège d'ériger des maisons de plaisance afin que les religieux s'y rendre en temps de guerre, pour qu'ils puissent se protéger des persécutions et mettre les archives et autres trésors à l'abri. Le couvent de Parc établit de tels refuges à Louvain, Bruxelles, Malines, Nivelles, Tirlemont et Vilvorde. L'abbé Guillaume Bodenvlas de Lubbeek fait construire aussi la ferme de Herendael sous Lubbeek avec, à côté, une maison de plaisance disposant notamment d'une chapelle,.
En 1293 et 1294, on travaille notamment sur le cloître et le dortoir, tous deux de style roman, comme on peut le constater par ce qu'il en reste en 1858.
En 1297, l'abbé Guillaume Bodenvlas de Lubbeek achève la construction d'une nouvelle église dont le chœur a été terminée par un prédécesseur. Cette nouvelle église présente un style roman car elle a dû être bâtie à partir d'un ancien plan, alors qu'à l'époque du début de sa construction le style ogival avait déjà complètement remplacé le style roman,. La même année, le suffragant de l'évêque de Liège Thomas vient consacrer les autels de saint Laurent et de la sainte Croix.
Les pierres blanches qui sont utilisées pour la construction de l'église proviennent de Humelghem, Berthem et des carrières de l'abbaye de Eegenhoven.
Par ailleurs, l'abbé Guillaume Bondenvlas de Lubbeek fait placer la châsse, que son prédécesseur l'abbé Alard de Vuren a fait réaliser en 1261, entre les autels de saint Laurent et de la sainte Croix situés dans le vaisseau de la nouvelle église de 1297,.

### Études des sciences sacrées

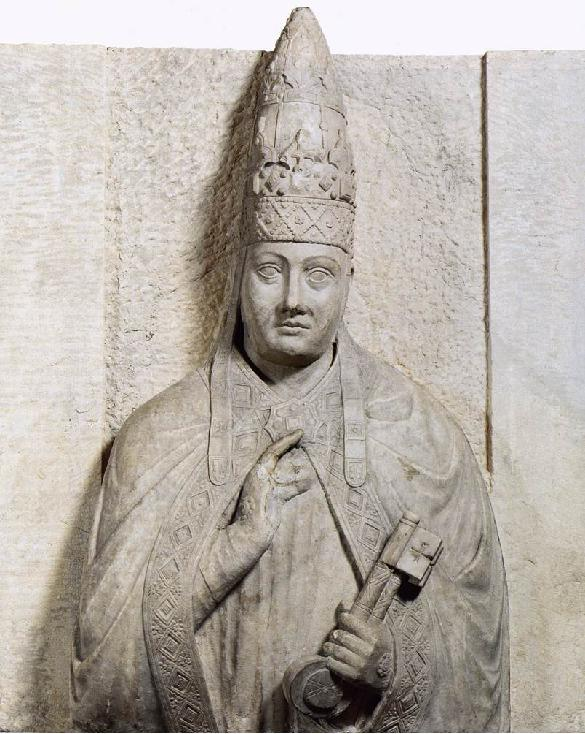
Statue du pape Boniface VIII.

En 1295 et à la demande de l'abbé de Prémontré, le pape Boniface VIII accorde aux chefs des monastères prémontrés le pouvoir d'envoyer des religieux pour suivre les cours de théologie dispensés à l'université de Paris. L'abbé Guillaume Bodenvlas de Lubbeek suit la préconisation du pape, et a même anticipé cette idée puisqu'il a déjà reçu l'autorisation d'envoyer le chanoine Henri qui y a donc étudié en 1293, 1296 et 1297.

### Affaires religieuses
En 1294, l'abbé Guillaume Bodenvlas de Lubbeek rend hommage à Jean de Grimpde et à sa femme Marie, en participant à des veilles, commendations, psaumes, prières, disciplines, en raison de toutes les bonnes œuvres pratiquées à l'abbaye de Parc et pour les nombreux bienfaits dont ils ont comblé l'abbaye.

### Affaires politiques
En 1296, la duchesse de Brabant rend visite à l'abbaye de Parc, annoncée par le messager du sire de Fauquemont. Sa venue est chiffrée dans les livres des comptes de l'abbaye, se montant au moins à 22 livres, 4 sols. 
Il est un fait établi que l'hiver 1304 est très vigoureux et que les plus pauvres souffrent de la disette. L'abbé Guillaume Bondenvlas de Lubbeek travaille pour donner plus d'envergure aux oeuvres de charité de son abbaye. Concrètement, outre les aumônes ordinaires à destination des nécessiteux, il organise des distributions extraordinaires de pain et d'autres vivres, en correspondance avec de généreux donateurs dont il fait inscrire les noms dans un registre spécial. 
Par ailleurs, en reconnaissance des aides et des contributions financières accordées par l'abbaye de Parc au duc Jean Ier de Brabant pour la bataille de Woeringen et après, ce même duc et son fils Jean II de Brabant lui octroie en 1305 trente hectares de bruyères situés dans les environs de Oirscot, dans le Brabant-Septentrional. Aussi, Guillaume Bondenvlas de Lubbeek et quelques-uns de ses religieux assistent-ils aux funérailles du vainqueur de la bataille de Woeringen, à la suite de sa mort dans un tournoi à Bar.

## Postérité

### Indication posthume
Dans son ouvrage cité plus bas, J.E. Jansen accompagne la chronologie de l'abbé Guillaume Bodenvlas de Lubbeek d'une indication en latin le concernant et qu'un outil informatique traduit par « Un homme de noble naissance, brillant et intègre dans la vie. Le nom de famille est celui de nobles chevaliers. ».
Par ailleurs, au chœur de l'abbatiale est érigé un monument mortuaire pour les deux abbés Guillaume Bodenvlas de Lubbeek et le 15e abbé de Parc Guillaume Van den Calstre, avec une inscription en latin,.

### Armes de l'abbé

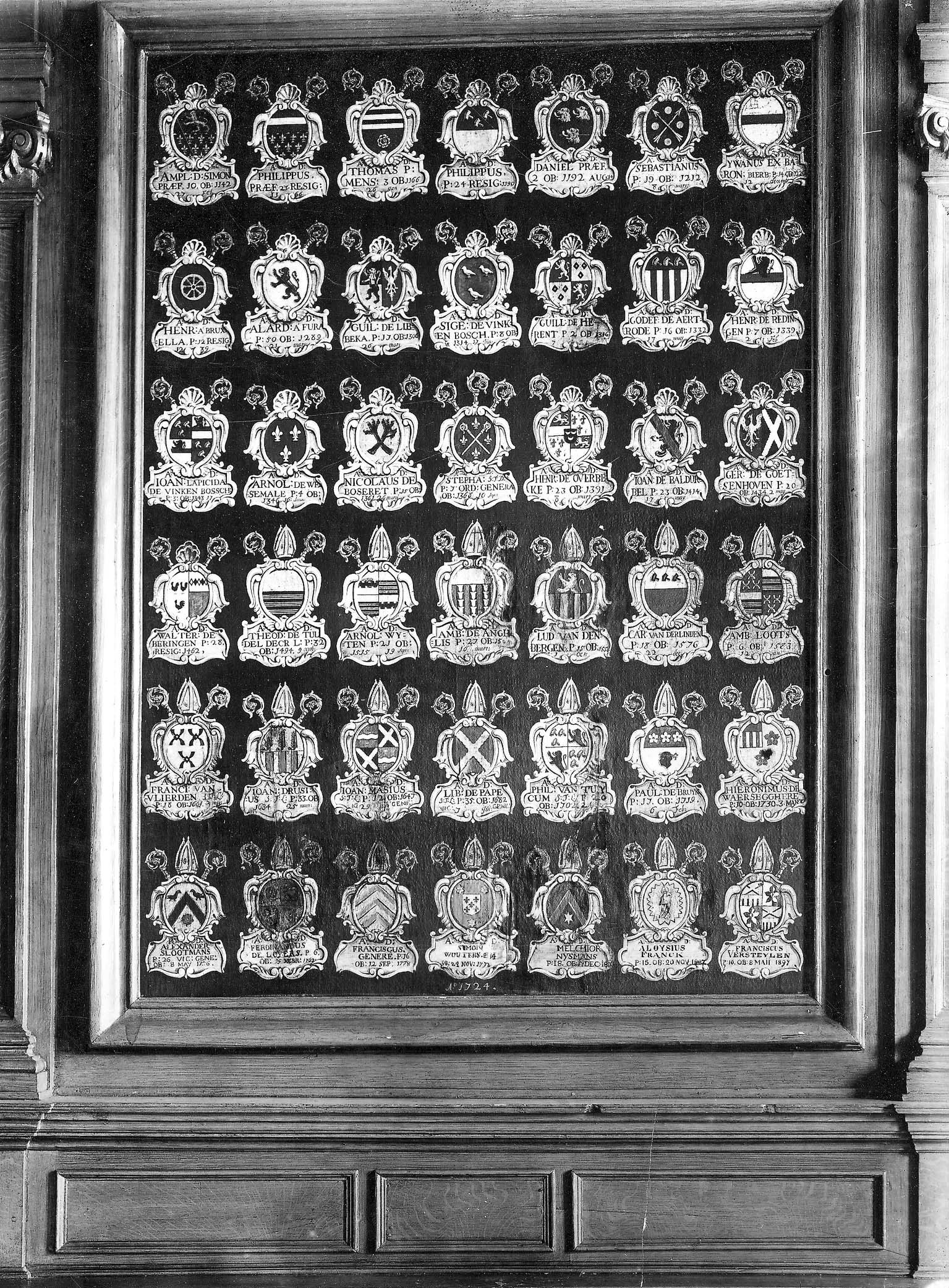
Armes des abbés de Parc (1724).

Le blasonnement des armes de l'abbé Guillaume Bodenvlas de Lubbeek est : « parti, au premier coupé de sable et d'or, au lion brochant de l'un en l'autre, au second de gueules à l'aigle d'argent », conformément au tableau des armes des abbés qui figure à l'abbaye de Parc.
L'armorial des abbés de Parc reprend ces éléments héraldiques.